# Diethyltoluamid
Diethyltoluamid (DEET) ist ein chemisches Insektenabwehrmittel. Es hat ein breites Wirkungsspektrum auf verschiedene Insekten, kann jedoch Allergien hervorrufen und sollte von schwangeren Frauen, in der Stillzeit und bei Kindern unter zwei Jahren nicht angewendet werden.
DEET wurde 1944 von der US-Armee als militärisch genutztes Insektenabwehrmittel entwickelt. Militärische Einsatzbereiche fand es in Regionen mit hohem Aufkommen von Stechmücken, unter anderem in Südostasien, z. B. im Vietnamkrieg. Im Jahr 1957 wurde die Substanz für die zivile Verwendung zugelassen und ab 1965 kommerziell vermarktet.

## Vorkommen und Darstellung
In der Natur wurde DEET in weiblichen Palpenmotten der Art Pectinophora gossypiella gefunden. Industriell wird N,N-Diethyl-m-toluamid aus dem Säurechlorid von 3-Methylbenzoesäure und Diethylamin hergestellt:

## Wirkmechanismus
Die Frage nach dem Wirkmechanismus ist noch nicht abschließend geklärt. Eine ältere Studie legte die Vermutung nahe, dass DEET seine Wirkung dadurch erzielt, dass der generelle Duftrezeptor (Orco) blockiert wird und die Insekten deshalb zur Detektion eines Opfers Substanzen wie Milchsäure oder Kohlendioxid schlechter wahrnehmen können. Neuere Arbeiten zeigten jedoch, dass Insekten DEET riechen können und dadurch fernbleiben. Die Tiere nehmen DEET sowohl mittels Geruchsrezeptoren als auch über ihre Geschmacksrezeptoren wahr.

## Toxische Wirkung
DEET reizt Augen und Schleimhäute, im Normalfall aber nicht die Haut. In seltenen Fällen kann die Substanz auch Hautreizungen und epileptische Anfälle auslösen (1 Fall pro 100 Millionen DEET-Benutzer gemäß der Environmental Protection Agency). Gemäß einigen Studien kann DEET die Häufigkeit von Schlaflosigkeit, eine Beeinträchtigung der Wahrnehmungsfähigkeit und Gemütsschwankungen erhöhen. In Gefährdungsgebieten hat der Schutz vor Malaria und anderen von Mücken übertragenen Krankheiten auch bei Kleinkindern Vorrang.
Eine französische Forschergruppe berichtete 2009, dass DEET das Enzym Acetylcholinesterase hemmt. Dieses Enzym baut den Neurotransmitter Acetylcholin ab. In Kombination mit Insektiziden verstärke sich die Wirkung des DEETs.

## Verwendung
Vermarktet wird DEET in Europa unter den Handelsnamen Care Plus Anti-Insect DEET (bis zu 50 %), OFF, Parazeet und Nobite (50 % Anteil) sowie im Produkt Anti Brumm Forte (30 % Anteil). In den Autan-Produkten wurde es mittlerweile durch das besser verträgliche Icaridin ersetzt, das im Jahre 1988 zum Patent angemeldet wurde. Die Wirksubstanz DEET besitzt für den Menschen nur einen sehr geringen Eigengeruch und wird in handelsüblichen Sprays mit verschiedenen Duftstoffen versetzt.
Bei der Anwendung sollte beachtet werden, dass DEET – weil es ein Lösungsmittel ist – einige Kunststoffe, Kunstfasern und Leder angreifen kann. Bei der Verwendung DEET-haltiger Repellents bei kleinen Kindern und Schwangeren ist – aufgrund der unzureichenden und teilweise widersprüchlichen Datenlage – Vorsicht geboten und die Gebrauchsanweisung zu beachten.
Im Rahmen des EU-Prüfprogramms von Biozid-Altstoffen wird DEET für die Verwendung in den Produktarten 19 (Repellentien und Lockmittel) und 22 (Flüssigkeiten zur Einbalsamierung und Taxidermie) evaluiert.